# Carex ridongensis
Carex ridongensis är en halvgräsart som beskrevs av Pei Chun Qiong Li. Carex ridongensis ingår i släktet starrar, och familjen halvgräs.
Artens utbredningsområde är Tibet. Inga underarter finns listade i Catalogue of Life.